# StarLadder Major: Budapest 2025
Das StarLadder Major: Budapest 2025 wird das vierte Major-Turnier in der E-Sport-Disziplin Counter-Strike 2 und das 23. Major insgesamt werden. Zum ersten Mal wird das Turnier dabei in Ungarn ausgetragen. Das Turnier in Budapest soll am 24. November starten und wird voraussichtlich bis zum 14. Dezember 2025 ausgetragen. Die finalen Playoffs werden im MVM Dome ausgetragen, auch die früheren Turnierabschnitte sollen im MTK Sportpark vor Zuschauern ausgespielt werden. Das Preisgeld sowie die Anzahl teilnehmender Teams bleiben mit 1,25 Millionen US-Dollar bzw. 32 Teams identisch zum vorherigen Major.

## Qualifikation
Die Auswahl der 32 teilnahmeberechtigten Teams läuft nicht mehr wie zuvor über Qualifikationsturniere, sondern Teams qualifizieren sich über ihre jeweilige VRS-Platzierung (Valve Regional Standing) direkt für eine Stage des Turniers. Die früher ausgetragenen MRQ- oder RMR-Turniere entfallen vollständig.

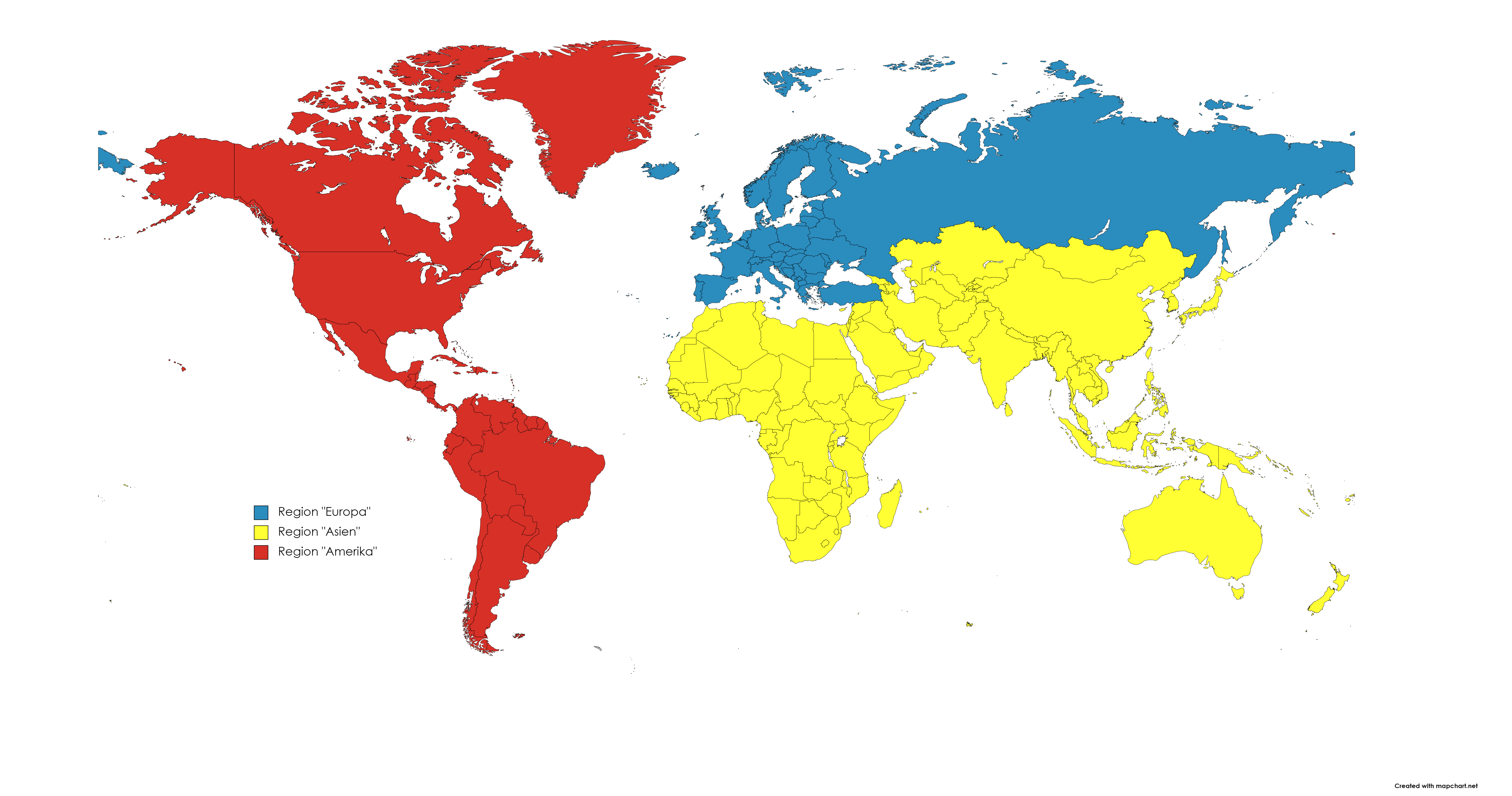
Geographische Zuordnung der drei Regionen.

Es ergibt sich folgende Verteilung der Qualifikationsplätze auf die Regionen. Festgelegt wird diese Verteilung durch das Abschneiden der Regionen auf dem letzten Major. Die Qualifikationsplätze für Stage 1 des Turniers folgt einem festgelegten Vergabemuster, es gehen jeweils sechs Plätze an die Regionen Europa und Amerika, Asien erhält derer vier. Im Vergleich zum vorangegangenen Major verliert Amerika einen Startplatz an Asien. Die Anzahl europäischer Startplätze bleibt unverändert.
| Region  | Qualifikation für Stage 3 | Qualifikation für Stage 2 | Qualifikation für Stage 1 | {\displaystyle \sum } |
| ------- | ------------------------- | ------------------------- | ------------------------- | --------------------- |
| Europa  | 5                         | 5                         | 6                         | 16 Teams              |
| Amerika | 2                         | 2                         | 6                         | 10 Teams              |
| Asien   | 1                         | 1                         | 4                         | 6 Teams               |

### VRS-Platzierungen
Ausschlaggebend für die Vergabe der Qualifikationsplätze ist die Listenposition der Teams am Stichtag des 8. Oktober 2025.
Es existieren drei separate Listen, eine pro Region. Während Teams für das letzte Major noch mehreren Regionen zugeordnet werden konnte, ist das nun nicht mehr möglich. Die Qualifikationsplätze werden von oben nach unten auf die Listenplätze abgebildet, sodass sich also beispielsweise die Teams auf den Plätzen 1 bis 5 der europäischen VRS-Liste für Stage 3 qualifizieren, während Platz 6–10 in Stage 2 starten. Die Platzierung in den Listen ergibt sich über das Abschneiden der jeweiligen Teams in allerlei Turnieren, die über die gesamte Saison absolviert werden.

## Modus
Das Turnier ist in vier Abschnitte gegliedert: Die ersten drei Abschnitte, genannt Stage 1, 2 und 3, werden im Schweizer System ausgetragen. An ihnen nehmen jeweils 16 Teams teil. Die genauen Begegnungen werden anhand der Buchholz-Koeffizienten der jeweiligen Teams bestimmt. Drei Siege berechtigen zum Einzug in die nächste Runde, nach drei Niederlagen scheidet ein Team aus. Höher gesetzte Teams steigen erst in späteren Abschnitten in das Turnier ein. Um die Dauer dieser Abschnitte nicht unnötig zu erhöhen, werden nur Entscheidungsspiele im Best-of-3 ausgetragen, d. h. nur die Spiele, in denen über Weiterkommen oder Ausscheiden entschieden wird. Alle anderen Spiele sind Best-of-1. Die finalen Playoffs werden im K.-o.-System ausgespielt. In diesem Turnierabschnitt werden alle Spiele im Best-of-3 ausgetragen.

### Veto-System und Maps
Durch ein Veto-System haben Teams die Möglichkeit, die zu spielenden Maps bedingt zu bestimmen. Im Best-of-1 bannen die Teams abwechselnd Maps, bis nur noch eine übrig bleibt.
Im Best-of-3 bannen beide Teams jeweils eine Map und wählen danach jeweils eine Map, die auf jeden Fall gespielt wird. Das jeweils andere Team bekommt die Seitenwahl auf dieser Map zugeteilt. Danach bannen beide Teams jeweils wieder eine Map, sodass nur noch eine Entscheidungskarte übrigbleibt.
Gespielt wird ausschließlich auf den Maps der Active-Duty-Gruppe (dt. aktiver Dienst), die nach jedem Major angepasst wird. In Budapest wird auf den folgenden sieben Maps gespielt: Mirage, Inferno, Dust II, Train, Nuke, Ancient, Overpass.

## Stage 1
Stage 1 beginnt am 24. November und endet am 27. November mit acht für Stage 2 qualifizierten Teams.

### Teilnehmer
Die Plätze werden auf Qualifikanten aus allen Regionen verteilt, wobei den Regionen Europa und Amerika sechs und der Region Asien vier Qualifikationsplätze zustehen. Die Flagge neben dem Teamnamen zeigt jeweils die am meisten vertretene Nationalität unter den Spielern an. Gibt es keine eindeutige Mehrheit, so ist die Flagge der kleinstmöglichen Region, die alle Spielernationalitäten beinhaltet, dargestellt.
Die folgenden 16 Teams nahmen an Stage 1 teil:
| - Europa: - TBD (VRS #11) - TBD (VRS #12) - TBD (VRS #13) - TBD (VRS #14) - TBD (VRS #15) - TBD (VRS #16) | - Amerika: - TBD (VRS #5) - TBD (VRS #6) - TBD (VRS #7) - TBD (VRS #8) - TBD (VRS #9) - TBD (VRS #10) | - Asien: - TBD (VRS #3) - TBD (VRS #4) - TBD (VRS #5) - TBD (VRS #6) |

### Rundenergebnisse
In dieser Stage werden fünf Runden gespielt, die insgesamt 33 Spiele umfassen.

## Stage 2
Stage 2 beginnt am 29. November und endet am 2. Dezember mit acht für Stage 3 qualifizierten Teams.

### Teilnehmer
Acht Plätze werden auf Grundlage der Plätze 9 bis 16 auf dem BLAST.tv Major: Austin 2025 vergeben. Dort schieden fünf Teams aus Europa, zwei Amerika zugeordnete Teams, und ein Team aus Asien in Stage 3 aus. Acht weitere Teams qualifizieren sich über die vorangegangene Stage 1.
| Direkt für diese Stage qualifizierte Teams: - Europa: - TBD (VRS #6) - TBD (VRS #7) - TBD (VRS #8) - TBD (VRS #9) - TBD (VRS #10) - Amerika: - TBD (VRS #3) - TBD (VRS #4) - Asien: - TBD (VRS #2) | Die besten 8 Teams der Stage 1: - TBD - TBD - TBD - TBD - TBD - TBD - TBD - TBD |

### Rundenergebnisse
In dieser Stage werden fünf Runden gespielt, die insgesamt 33 Spiele umfassen.

## Stage 3
Stage 3 beginnt am 4. Dezember und endet am 7. Dezember mit acht für die Playoffs qualifizierten Teams.

### Teilnehmer
Acht Plätze werden auf Grundlage der Plätze 1 bis 8 auf dem BLAST.tv Major: Austin 2025 vergeben. Diese erreichten fünf europäische, zwei amerikanische und ein asiatisches Team. Acht weitere Teams qualifizieren sich über die vorangegangene Stage 2.
| Direkt für diese Stage qualifizierte Teams: - Europa: - TBD (VRS #1) - TBD (VRS #2) - TBD (VRS #3) - TBD (VRS #4) - TBD (VRS #5) - Amerika: - TBD (VRS #1) - TBD (VRS #2) - Asien: - TBD (VRS #1) | Die besten 8 Teams der Stage 2: - TBD - TBD - TBD - TBD - TBD - TBD - TBD - TBD |

### Rundenergebnisse
In dieser Stage werden fünf Runden gespielt, die insgesamt 33 Spiele umfassen.

## Playoffs
Die besten acht Teilnehmer der vorangegangenen Stage 3 qualifizieren sich für den letzten Turnierabschnitt und spielen vor Zuschauern im MM Dome. In dieser Stage ist jedes Spiel ein K.-o.-Spiel, verlierende Teams scheiden sofort und endgültig aus. Die Playoffs beginnen am 11. Dezember und enden am 14. Dezember.
|  | Viertelfinale | Viertelfinale | Viertelfinale | Viertelfinale | Viertelfinale |  |           | Halbfinale | Halbfinale | Halbfinale | Halbfinale | Halbfinale |  |  | Finale | Finale | Finale | Finale | Finale |
|  |               |               |               |               |               |  |           |            |            |            |            |            |  |  |        |        |        |        |        |
|  | unbekannt     | TBD           |               |               |               |  |           |            |            |            |            |            |  |  |        |        |        |        |        |
|  | unbekannt     | TBD           |               |               |               |  |           |            |            |            |            |            |  |  |        |        |        |        |        |
|  | unbekannt     | TBD           | unbekannt     | TBD           |               |  |           |            |            |            |            |            |  |  |        |        |        |        |        |
|  |               |               |               |               |               |  |           |            |            |            |            |            |  |  |        |        |        |        |        |
|  |               | unbekannt     | TBD           |               |               |  |           |            |            |            |            |            |  |  |        |        |        |        |        |
|  | unbekannt     | unbekannt     | TBD           | TBD           |               |  |           |            |            |            |            |            |  |  |        |        |        |        |        |
|  | unbekannt     |               |               |               |               |  |           |            |            |            |            |            |  |  |        |        |        |        |        |
|  | unbekannt     | TBD           |               |               |               |  |           |            |            |            |            |            |  |  |        |        |        |        |        |
|  |               |               |               |               |               |  | unbekannt | TBD        |            |            |            |            |  |  |        |        |        |        |        |
|  |               | unbekannt     | TBD           |               |               |  |           |            |            |            |            |            |  |  |        |        |        |        |        |
|  | unbekannt     | TBD           |               |               |               |  |           |            |            |            |            |            |  |  |        |        |        |        |        |
|  | unbekannt     | TBD           |               |               |               |  |           |            |            |            |            |            |  |  |        |        |        |        |        |
|  | unbekannt     | TBD           | unbekannt     | TBD           |               |  |           |            |            |            |            |            |  |  |        |        |        |        |        |
|  |               |               |               |               |               |  |           |            |            |            |            |            |  |  |        |        |        |        |        |
|  |               | unbekannt     | TBD           |               |               |  |           |            |            |            |            |            |  |  |        |        |        |        |        |
|  | unbekannt     | unbekannt     | TBD           | TBD           |               |  |           |            |            |            |            |            |  |  |        |        |        |        |        |
|  | unbekannt     |               |               |               |               |  |           |            |            |            |            |            |  |  |        |        |        |        |        |
|  | unbekannt     | TBD           |               |               |               |  |           |            |            |            |            |            |  |  |        |        |        |        |        |

## Preisgeldverteilung
Insgesamt werden 1,25 Millionen US-Dollar ausgeschüttet. Die Aufteilung des Preisgelds bleibt dabei identisch zum vorherigen Major-Turnier.
| Platz     | Team | Preisgeld (in US-Dollar) |
| --------- | ---- | ------------------------ |
| 1.        | TBD  | 500.000                  |
| 2.        | TBD  | 170.000                  |
| 3. – 4.   | TBD  | 80.000                   |
| 5. – 8.   | TBD  | 45.000                   |
| 9. – 16.  | TBD  | 15.000                   |
| 17. – 24. | TBD  | 10.000                   |
| 25. – 32. | TBD  | 5.000                    |